# インスタントレタリング

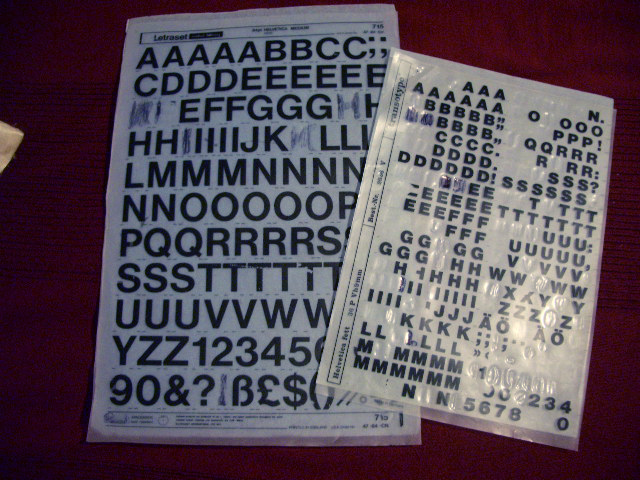
インスタントレタリング（写真左はレトラセット製、右は他社製品）書体はNeue Helvetica

インスタントレタリング（英：instant lettering）は、乾式に転写可能な文字等が印刷されたフィルム。一般にインレタと略されることが多い。

## 概要
インスタントレタリングは透明なフィルムの裏面に文字などを印刷し、感圧式の接着剤を塗布したもので、紙などに乗せてフィルムの上から擦ることでインクのみが転写される。紙以外の素材にも転写が可能であり、デザイン、製図、建築模型など、様々な場面で用いられていた。通常フィルムには多くの文字や記号などが印刷されており、フィルムの転写したい文字などを転写したい部分に当てて擦ることにより使用する。また、文字だけでなく、太さが均一で歪みのない直線や図形を転写するためにも用いられる。転写の際に擦るには、インクの切れたボールペンや爪楊枝も使用できるが、「バーニッシャー」と呼ばれる先端が球形になった専用の工具もある。
インスタントレタリングはイギリスのレトラセット社が1961年に最初に発売したもので、1980年代頃まではデザイン業界を中心に広く使われ、多くの種類が生産されていた。ワードプロセッサーが普及する前は、カセットテープなどのタイトルラベルに曲名やアーティスト名をインスタントレタリングを用いて記入することも一般的だった。その後パソコンの進歩によりデザインの作業がパソコン上へと移行するに従い、徐々に需要も減少し、2015年現在ではインスタントレタリングを生産していたメーカーの多くが既に生産を終了したり、種類を大幅に整理したりしている。一方、顧客が作成した原稿をもとにインスタントレタリングを作成するサービスを行っている企業もいくつか存在する。
現在日本では「インスタントレタリング」は商標登録されておらず、普通名詞として使用されているが、"Instant Lettering"はレトラセット社の登録商標であり、英語ではこの種の製品は通常"dry transfer"と呼ばれている。

## 模型での使用
手書きや塗装では表現することが困難な小さな文字等やマークなどを転写でき、周囲に透明な余白の残るデカールやステッカーとは違って「文字だけ」を転写できるので、鉄道模型の車両番号やマークなど模型には現在でも用いられている。特に模型用として作られたものはドライデカールと呼ばれることもある。嘗ては転写マークとも呼ばれていた。
しかし、模型用の場合は対象が立体であるため、綺麗に貼り付けるには擦る力加減などのある程度のコツが必要である。一部分がフィルムに残り文字の途中で切れてしまう失敗も少なくない。また一度転写してしまうとその後の調整は不可能である。さらに製造から年月が経つと糊の劣化から全く転写できなくなることもある。
貼り付け先が凹凸が激しい、狭い、インレタ転写が苦手などの場合、透明デカールや透明ステッカーに転写してからそれを切り出して貼るという方法もある。
尚、定着補助剤各種は、模型用といえども、本商品とは相性がすこぶる悪く、むしろ逆に定着の妨げになるために、用いる事が出来ない。

## 主なメーカーとブランド
- アイシーレタリング（アイシー株式会社）
- サンハヤト
- レトラセット (Letraset)
- マクソン